# Carl August Buchholz (Unternehmer)
Carl August Buchholz (* 6. Februar 1837 in Krommenohl; † 2. Mai 1914 in Ohl) war ein deutscher Schießpulver-Fabrikant.

## Leben
Carl August Buchholz wurde als Sohn des Pulverfabrikanten Carl Friedrich Buchholz und Urenkel des Pulverfabrikanten Johann Hermann Cramer geboren. Nach Abschluss der Schule studierte er an der Polytechnischen Schule Hannover Ingenieurwissenschaften. 1856 wurde er hier Mitglied der Landsmannschaft Slesvico-Holsatia, des späteren Corps Slesvico-Holsatia.  Nach Beendigung des Studiums trat er in das väterliche Unternehmen, die Firma Cramer & Buchholz in Rönsahl, ein, das vor allem mit seinem Jagdpulver Diana Weltgeltung erlangt hatte. Alsbald übernahmen er und sein Bruder Eugen die Leitung der Firma. 1870 gründeten sie die Klüppelberger Volksbank. 1873 erwarben sie die Pulverfabrik I. Hampe Nachf. in Rübeland im Harz. 1887 beteiligten sie sich an der Gründung der Bergisch-Märkische Steinindustrie AG in Köln mit dem Ziel, ihre Sprengpulver in deren Steinbruchbetrieben einzusetzen. In Rübeland gründeten sie mit ähnlicher Zielsetzung die Rübeländer Kalkwerke Buchholz & Märtens, die spätere Harzer Kalkindustrie AG. Des Weiteren gründeten sie eine chemische Fabrik in Egerpohl und führten die von ihrem Vater gegründete Düngemittelfabrik in Gogarten weiter.
Mit dem Aufkommen des von Alfred Nobel erfundenen Dynamits gerieten die Schwarzpulverhersteller zunehmend unter wirtschaftlichen Druck. Cramer & Buchholz schloss daher 1887 mit Wolff & Co. einen Kartellvertrag ab. Am 24. Mai 1889 kam es zum Abschluss eines weiteren Pulver-Kartellvertrags. Neben Cramer  Buchholz und Wolff & Co. gehörten diesem Kartell die Vereinigten Rheinisch-Westfälischen Pulverfabriken mit Sitz in Köln und die Pulverfabrik Rottweil-Hamburg. Die Vertragsdauer betrug 37 Jahre, bis Ende 1925. Der Vertrag sicherte jeder der vier Vertragsparteien die Wahrung ihrer Unabhängigkeit und Selbständigkeit zu und regelte die Verteilung des Gesamt-Betriebsergebnisses aller vier Firmen zusammen nach einem festgelegten Verteilungsschlüssel.
Carl August Buchholz folgte sein ältester Sohn Carl Emil Buchholz in der Leitung des Familienunternehmens nach.

## Auszeichnungen
- Carl August Buchholz trug den Ehrentitel Königlicher Kommerzienrat.
- 1878 ernannte ihn das Corps Slesvico-Holsatia zum Ehrenburschen.